# 奧比杜斯

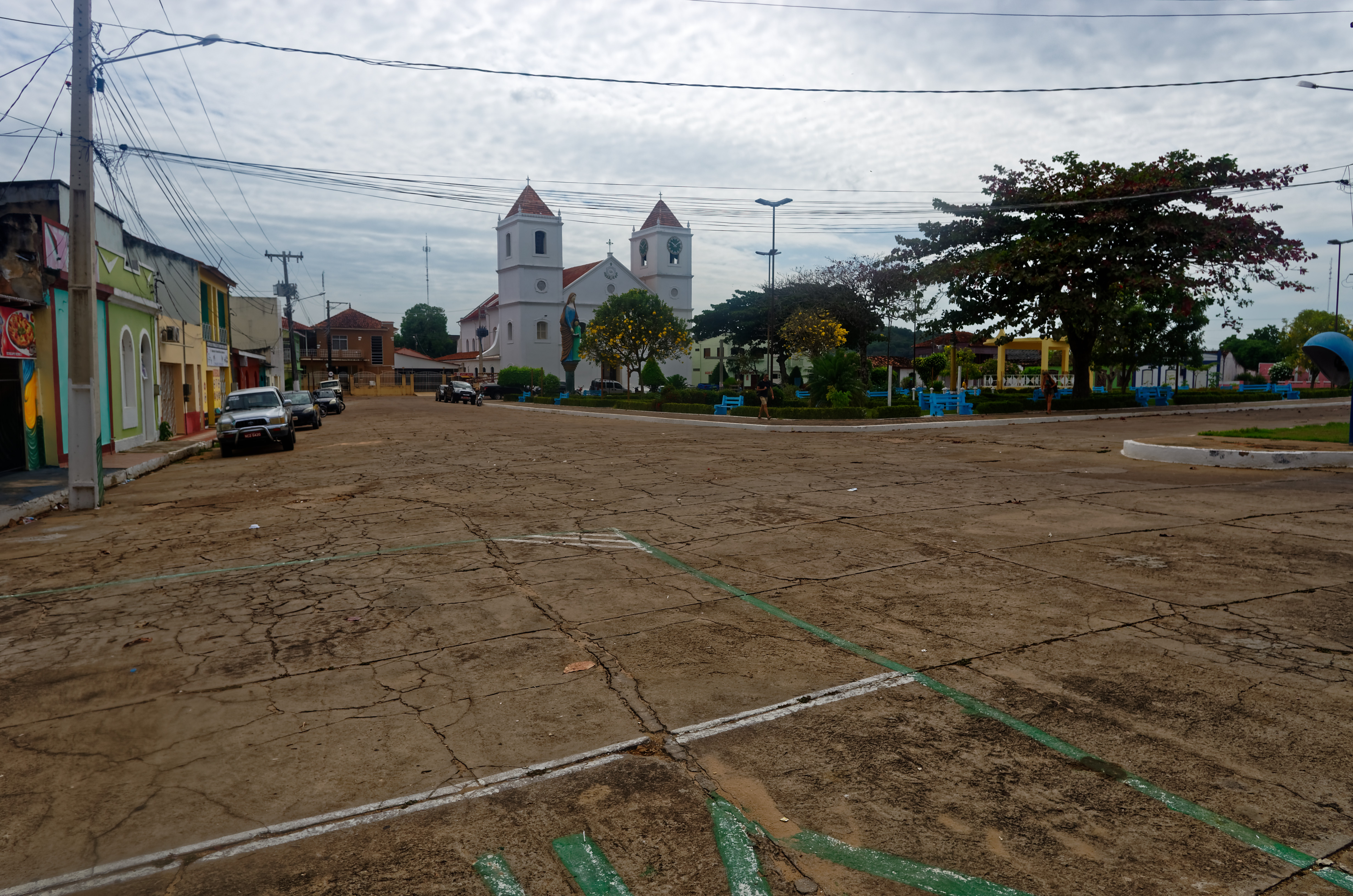
奧比杜斯

奧比杜斯（葡萄牙語發音：[ˈɔ.bi.dus]）是巴西的城鎮，位於該國東北部帕拉州，處於聖塔倫和奧里希米納之間，始建於1867年9月23日，面積28,021平方公里，2010年人口49,254，人口密度每平方公里1.76人。